# Tobia Foà
Tobia Foà, auch Tobias ben Eliezer Foa, Toviyyah Fo’ah etc. (hebräisch פואה, טוביה בן אליעזר; gestorben um 1554) war ein Buchdrucker in Sabbioneta in der Lombardei. Seine Offizin gehörte zu den 20 ältesten Werkstätten Italiens, die jüdische Bücher druckten. Zu deren Werken gehört die Mischna der Stadtbibliothek Trier.

## Leben
Tobia Foà erhielt zirka 1551 von Herzog Vespasiano Gonzaga die Erlaubnis in Sabbioneta eine Druckerei für hebräische Bücher zu errichten. Die Idealstadt, heute kulturelles Welterbe, befand sich noch in der Phase der Gründung. Juden waren dort willkommen, während sie im Kirchenstaat diskriminiert wurden. Mirkevet ha-mišneh. Pērūš le-mišneh tōrat ʼel von Isaak Abrabanel war 1551 das erste Druckwerk, nach dem jüdischen Kalender auf 5311 datiert.
Foà soll um 1554 gestorben sein, nach anderen Angaben verzog er 1560 nach Cremona. Seine Söhne Eliezer und Mordecai führten die Offizin weiter.

## Offizin Tobia Foà
Druckwerke für die Werkstatt in Sabbioneta sind für die Jahre von 1551 bis 1559 nachzuweisen. Ein Machsor wurde dort 1556 begonnen und in Cremona beendet. Ein Teil der Mischna Foàs wurde 1559 begonnen und später in Mantua beendet.
Papst Paul IV. ordnete 1553 die Konfiszierung und Verbrennung vieler jüdischer Schriften an. Am Rosch ha-Schana, dem 9. September 1553 fand auf dem römischen Campo de’ Fiori eine der größten Bücherverbrennungen statt. Betroffen waren auch Städte wie Venedig und Padua. Aus ersterer kam der Drucker Israel Cornelius Adelkind nach Sabbioneta. Auch Gelehrte kamen in die Stadt und fanden Anstellung in der Offizin. David Werner Amram schreibt: „Keine andere Druckerei in diesem Jahrhundert [hatte] mehr Glück mit der Zahl und Qualität der Mitarbeiter“. Beispielsweise wurde der Talmudist Joshua Boaz Baruch (gest. 1557) dort Schriftsetzer und Korrektor. Foà ging Partnerschaften ein, bei denen er finanzielle, intellektuelle oder handwerkliche Unterstützung erhielt.
Nach kurzer Blütezeit musste die Druckwerkstatt 1559 die Produktion in Sabbioneta beenden. Die Inquisition hatte den Talmud als „antichristliches Buch“ auf den Index gesetzt. Die Trierer Mischna wurde in Mantua durch Jacob Ha-Cohen mit Typen aus Foàs Offizin fertiggestellt. Auch andere Mitarbeiter erhielten Typen der Offizin, unter ihnen der christliche Drucker Vincenzo Conte, der 1567 nach Sabbionetta übersiedelte und dort tätig wurde.
Die Druckermarke Foàs zeigte eine mit dem Davidstern bekrönte Palme zwischen zwei Löwen. Sie ist auch an der Decke der bis 1824 eingerichteten Synagoge in Sabbioneta zu sehen. Nach der Druckerei wurde die Via della Stamperia benannt.

## Die Trierer Mischna
Die Mischna, der erste Teil des Talmuds, wurde erst in Mantua vollendet. Die reich dekorierte Titelseite des ersten Bands zeigt einen architektonischen Rahmen, der nach dem Geschmack der Renaissance gestaltet ist. Dargestellt sind die römischen Gottheiten Mars und Minerva. Die für einen jüdischen Druck sehr ungewöhnliche Vorlage wurde von einem christlichen Buchdrucker erworben. Francesco Minizio Calvo († 1545/1548) druckte 1521–1531 in Rom und 1539–1542 in Mailand. Der Stich mit den römischen Gottheiten kann für mehr als zwanzig Titelseiten seiner Druckerei nachgewiesen werden.
Das sehr seltene Buch kam an den Lehrer Isaak Levy, der es 1883 mit seiner Sammlung der Stadtbibliothek in Trier stiftet. Das kostbare Meisterwerk wird als Beispiel der frühen jüdischen Buchdruckkunst in der „Schatzkammer“ der wissenschaftlichen Bibliothek gezeigt.

## Gedruckte Werke (Auswahl)
- ʾAbravanʾel (Yiẕḥaq Ben Yěhuda): Mirkevet ha-mišneh: pērūš le-mišneh tōrat ʼel. Tobia Foà, Sabbioneta 5311/1551. 145, [1] Bl.
- ʾAbravanʾel (Yiẕḥaq Ben Yěhuda): Z̲ūrōt ha-yěsōdōt. Tobia Foà, Sabbioneta 5317/1557.
- Moses Maimonides: Moreh Nevukhim. Cornelius Adelkind für Tobia Foà, Sabbioneta [1553].
- Moses Nachmanides: Traktat Kidduschin. Tobia Foà, Sabbioneta [5]313/[1553]. 100 Bl.
- Joseph ha-Kohen: Divre ha-yamim le-malkhe Sarefat u-vet Otoman ha-Togar. Sabbioneta 1554.
- Mahzor mi-kol ha-shanah shalem ke-minhag ha-Ashkenazim. 1556/1560.
- Trierer Mischna
  - Mishanayot mi-seder Nashim. Toviyyah Foa, Mantua [1561]. 82 Bl. (Signatur Ju 8)
  - Mishanayot mi-seder neziqin. Toviyyah Foa, Mantua, [1561/1562]. 116 Bl. (Ju 7)
  - Mishanayot mi-seder qodashim. Toviyyah Foa, Mantua [1562]. 122 Bl. (Ju 6)